# Строматеєвидні
Строматеєвидні (Stromateoidei) — підряд костистих риб ряду Окунеподібні (Perciformes).
Багато видів групи мешкають у симбіотичних зв'язках з медузами. Медузи надають цим рибкам прихисток, самі ж медузи від цих стосунків, мабуть, не мають користі. Риби не мають певних механізмів захисту від жалких щупалець медуз, вони розраховуюють лише на свою спритність. Якщо ж риба випадково попадеться у щупальця, то медуза поживиться нею.

## Класифікація
Підряд містить 7 родин, 16 родів та близько 70 видів:
- Підряд Stromateoidei — Строматеєвидні
  - Amarsipidae — Амарсипові
  - Ariommatidae — Аріомові
  - Centrolophidae — Центролофові
  - Nomeidae — Номеєві
  - Stromateidae — Строматеєві
  - Tetragonuridae — Алетові, кубохвості